# Sminthopsis ooldea
Sminthopsis ooldea é uma espécie de marsupial da família Dasyuridae.
- Nome Científico: Sminthopsis ooldea (Troughton, 1965)

## Características
É semelhante ao Dunnart-de-patas-peludas. A parte superior do corpo é amarelo cinzento e o ventre é branco, com manchas escuras sobre sua coroa, testa e na frente dos olhos, uma cauda fina, rosada em forma de cenoura. Seu comprimento é de 5–8 cm de corpo e a cauda de 6–9 cm. Pesa entre 10-18 gramas.

## Hábitos alimentares
Alimenta-se de insetos;

## Características de reprodução
O Dunnart de Ooldea dá a luz até oito filhotes entre setembro e novembro, mas, não se sabe muito sobre o comportamento da espécie;

## Habitat
Vivem em florestas áridas e semi-áridas, savanas e desertos;

## Distribuição Geográfica
Edge, Planície de Nullarbor, Austrália Meridional;